# Stora Hundgäddesjön
Stora Hundgäddesjön är en sjö i Trollhättans kommun i Västergötland och ingår i Göta älvs huvudavrinningsområde. Sjön ligger i vildmarksområdet Risveden och avvattnas av Iglabäcken som efter Vanderydsvattnet mynnar i slumpån.